# José Moragull
José Moragull (siglo XVII, Vich -siglo XVIII) fue un noble y militar austracista durante la Guerra de Sucesión Española, que estuvo al servicio de los Tres Comunes durante la campaña de Cataluña (1713-1714). 

## Biografía
En 1705 participó junto con su amigo Juan Bautista Martí en el alzamiento militar austracista de Vich. En recompensa fue nombrado capitán de las Reales Guardias Catalanas, la guardia de corps del pretendiente al trono español Carlos de Austria. Fue elevado a la dignidad de caballero de Cataluña y luchó en el sitio borbónico de Barcelona de 1706 en el que resultó herido. En 1711 él y su amigo Juan Bautista Martí estuvieron implicados en afair al raptar y tratar de casarse con una joven menor de edad, pero heredera de la portentosa familia de los Rexart. El padre de la joven protestó enérgicamente ante Carlos de Austria, quien ordenó la detención de los dos, la destitución de su rango en las Reales Guardias, y su destierro a Roma. En 1713 su amigo Juan Bautista Martí fue persuadido de que obtendría dispensa papal para su deseado matrimonio si colaboraba en la pacificación de Cataluña. En Barcelona se acababa de declarar la continuación de la guerra y necesitados de hombres para engrosar las filas del ejército de Cataluña, fue nombrado brigadier. Protagonizó junto a Martí varias disensiones entre los oficiales del ejército y en julio de 1714 intentó convencer al coronel Pablo Tohar, gobernador de la fortaleza de Montjuic, para que participara en un complot y facilitara la caída de Barcelona. Finalmente, la noche del 16 de julio de 1714 él y su amigo Juan Bautista Martí desertaron al campo borbónico. El mariscal Berwick ordenó su detención y fueron llevados presos a Peñíscola.